# Crotalaria petitiana
Crotalaria petitiana là một loài thực vật có hoa trong họ Đậu. Loài này được (A.Rich.) Walp. miêu tả khoa học đầu tiên.